# آقجویور
آقجویور (به ترکی آذربایجانی: Ağcüyür) یک منطقه مسکونی در جمهوری آذربایجان است که در شهرستان ایمیشلی واقع شده است. آقجویور ۳۸۲ نفر جمعیت دارد.